# Baseball alla XXVIII Universiade
Il torneo di baseball della XXVII Universiade si è svolto a Gwangju, Corea del Sud, dal 6 all'11 luglio 2015. Al torneo maschile hanno partecipato 8 squadre.

## Podio
| Evento                       | Oro                    | Argento       | Bronzo        |
| Baseball maschile (dettagli) | Giappone Taipei Cinese | Non assegnato | Corea del Sud |

## Medagliere
| Posizione | Paese         |   |   |   | Totale |
| --------- | ------------- | - | - | - | ------ |
| 1         | Giappone      | 1 | 0 | 0 | 1      |
| 1         | Taipei Cinese | 1 | 0 | 0 | 1      |
| 3         | Corea del Sud | 0 | 0 | 1 | 1      |
| Totale    | Totale        | 1 | 1 | 1 | 3      |